# Aleksander Kłak
Aleksander Dominik Kłak  est un footballeur polonais né le 24 novembre 1970 à Nowy Sącz. Il évoluait au poste de gardien de but.

## Biographie

### En club
Aleksander Kłak joue en Pologne, en Allemagne, en Belgique et aux Pays-Bas.
Il dispute au cours de sa carrière 84 matchs en première division polonaise, 42 matchs en première division belge, et trois matchs en première division néerlandaise.
Il se classe troisième du championnat de Pologne lors de la saison 1993-1994 avec le club du Górnik Zabrze.

### En équipe nationale
Il participe aux Jeux olympiques d'été de 1992 avec la Pologne, qui se classera deuxième du tournoi. Officiant comme gardien titulaire, il joue six matchs lors du tournoi olympique. Il dispute dans la foulée le championnat d'Europe espoirs 1992.
International polonais, il reçoit 11 sélections en équipe de Pologne entre 1992 et 1997.
Il joue son premier match en équipe nationale le 18 novembre 1992 contre la Lettonie en amical (victoire 1-0).
Son dernier match en équipe nationale a lieu le 11 octobre 1997, contre la Géorgie, dans le cadre des éliminatoires de la Coupe du monde 1998 (défaite 3-0).

## Palmarès
Avec la Pologne :
- Médaillé d'argent aux Jeux olympiques d'été de 1992.